# Julio Valdés Goicoechea
Julio María Valdés Goicoechea (Vitòria-Gasteiz, 1877 - Vitòria-Gasteiz, 1958) fou un sacerdot organista i compositor.
Va néixer a Vitòria-Gasteiz. Va tenir una forta influència per part del seu oncle Vicente Goicoechea; va rebre d'aquest els primers coneixements musicals i també va ser qui li va orientar cap a la carrera eclesiàstica.

## Formació i activitat laboral
Va iniciar els seus estudis musicals en traslladar-se a Lekeitio (Biscaia) a una molt primerenca edat, sota la direcció de l'organista Velasco en la parròquia de Santa María de l'Asunción de la localitat. Més tard, va estudiar amb José Sainz Basabe a Bilbao. També va estudiar Filosofia a Valladolid i Teologia en el Seminari Diocesà de Vitòria.
Va ser ordenat sacerdot en 1902, i en haver acabat els seus estudis eclesiàstics aquest mateix any, va ser nomenat organista en la parròquia de La nostra Senyora de la Concepció i capellà del Monestir de la Visitació de Elorrio (Biscaia). En 1908 va ser capellà del monestir de la Visitació de Sant Sebastià, el mateix monestir precedent que van traslladar de localitat.
Després de la reforma de Pius X en 1903, l'any 1909 va ser enviat a Ratisbona pel seu oncle, perquè es formés a l'Escola Ceciliana de Karl Weinmann i realitzés estudis superiors de Música Polifònica, podent conèixer les novetats europees en la música religiosa. Va estudiar sota l'ensenyament de professors com Migel Haller, Franz Xaver Haberl, Jose Renner. Va ser molt apreciat pels seus professors; Haberl va arribar a dir que "era un dels millors deixebles que he tingut, potser el millor". En finalitzar els estudis, va presentar en la prova final de Direcció la Missa en Honor de la Immaculada Concepció del seu oncle, que des de llavors figura com a obra d'obligat repertori en molts cors alemanys. En 1912 va viatjar de nou per Europa estudiant l'organització de les millors escolanies, entre elles les de Dijon, Ratisbona i Praga.
En 1918 va substituir a Jesús Guridi com a organista i MC de la parròquia dels Sants Joans de Bilbao. Posteriorment, en 1940, va ser nomenat professor d'Harmonia del Seminari Diocesà de Vitòria, on va dur a terme una important labor pedagògica en la formació de destacats organistes i compositors de música religiosa. Un dels seus alumnes, José Enrique Ayarra, canonge i MC de la catedral de Sevilla, considera a Valdés “un músic excepcional, seriós i escrupolós amb el seu art”, destacant: “1. La seva excepcional habilitat per a resoldre de la manera més senzilla i natural passatges harmònics aparentment de dificultat extrema; 2. El seu profund convenciment que la dimensió transcendent i espiritual en un element constitutiu i irrenunciable del veritable art musical; i 3. La seva admiració reverencial i fins apassionada per l'obra del seu oncle don Vicente Goicoechea”.
Va morir l'any 1958. A l'any següent, coincidint amb la festivitat de santa Cecilia, patrona de la música, es va descobrir una placa en la seva memòria a la casa on havia nascut al carrer de Cuchillería la seva ciutat natal, per part de l'Ajuntament de Vitòria.

## Obra
Igual que el seu oncle, va compondre únicament música religiosa, dotada d'un profund misticisme i gran perfecció formal. Concretament tota l'obra vocal de Valdés és religiosa, i en ella s'observa la preocupació de l'autor per la participació popular. En el seu catàleg figuren diverses peces d'òrgan, misses per a cor amb participació popular, motets eucarístics, marians i de Setmana Santa, himnes diversos i diferents obres per a la litúrgia eucarística o celebracions piadoses. Destaquen tretze misses, entre elles la Jubilar, Cum jubilo, Et Deum laudamus, De angelis i Pro defunctis, amb participació popular, cor de tres o quatre veus i òrgan; dotze Tantum ergo, a una o diverses veus i òrgan; himnes diversos per a cor popular, veus i òrgan; motets de Setmana Santa a veus greus i òrgan: In Monte Oliveti, Tenebrae factae sunt i Vinea mea electa; motets eucarístics: Panis angelicus, O sacrum convivium, Sacris solemniis, entre d'altres; antífones i motets marians: Assumpta est, Inivolata, i altres. També trobem moltíssims cants a una veu i òrgan per a la litúrgia eucarística, funerals.
Es van publicar obres seves en la revista Tesoro Sacro Musical, la qual es va imprimir successivament en el segle XX a Madrid, Bilbao, Sant Sebastià i Vitòria. Figuren obres d'òrgan de Valdés en l'Antología moderna orgánica española, publicada en 1909 per Otaño, i en l'Antología franciscana de músicos vascos de 1926. En l'Arxiu Eresbil de Renteria (E:RE) es conserven les següents obres seves: Arrantzalien abestaldia, Can, 4V, p; Asistar Prantzisko Deunari, Mot, 4V, órg; Aurrerezija, p; Ave María, Mot, Orq; Garbiñen erezbakarra: Jauntxuba, Can, V, p; Garbiñen ta Patxin abotz bitakua, Can, 2V, p; Ikastolako mutikotxuen abestija, 2V, p, y Josu Bijotzari ereserkija, Mot, V, órg.